# Stationnement en créneau
Pour les articles homonymes, voir Créneau (homonymie).

Animation montrant la manœuvre.

Signalisation du stationnement en crénau, Japon

Le stationnement en créneau, stationnement longitudinal ou, au Québec, stationnement en parallèle est une forme de stationnement en ligne sur le bord de la chaussée, ou d'une manière générale parallèlement à la voie de circulation (d'un parc de stationnement, d'une contrallée, etc.), dans laquelle un véhicule vient se garer en s'insérant dans l'espace qui sépare deux autres véhicules garés de la même manière.

## Historique
Au début du XXIe siècle, des constructeurs automobiles ont commencé à développer et à commercialiser des systèmes automatisés d'aide au créneau, mesurant par exemple la distance entre la voiture du conducteur et les deux voitures entre lesquelles il doit se garer.

## Description
La manœuvre de conduite à accomplir, qui implique une marche arrière, peut être délicate. Certains véhicules sont équipés d'aide au stationnement comprenant notamment :
- une caméra de recul assistant le conducteur dans sa manœuvre[Note 1];
- un radar de recul indiquant au conducteur[Note 2] s'il approche d'un obstacle (matériel ou piéton).

## Usage
Ce type de parking peut se trouver notamment dans des villes disposant de routes étroites.

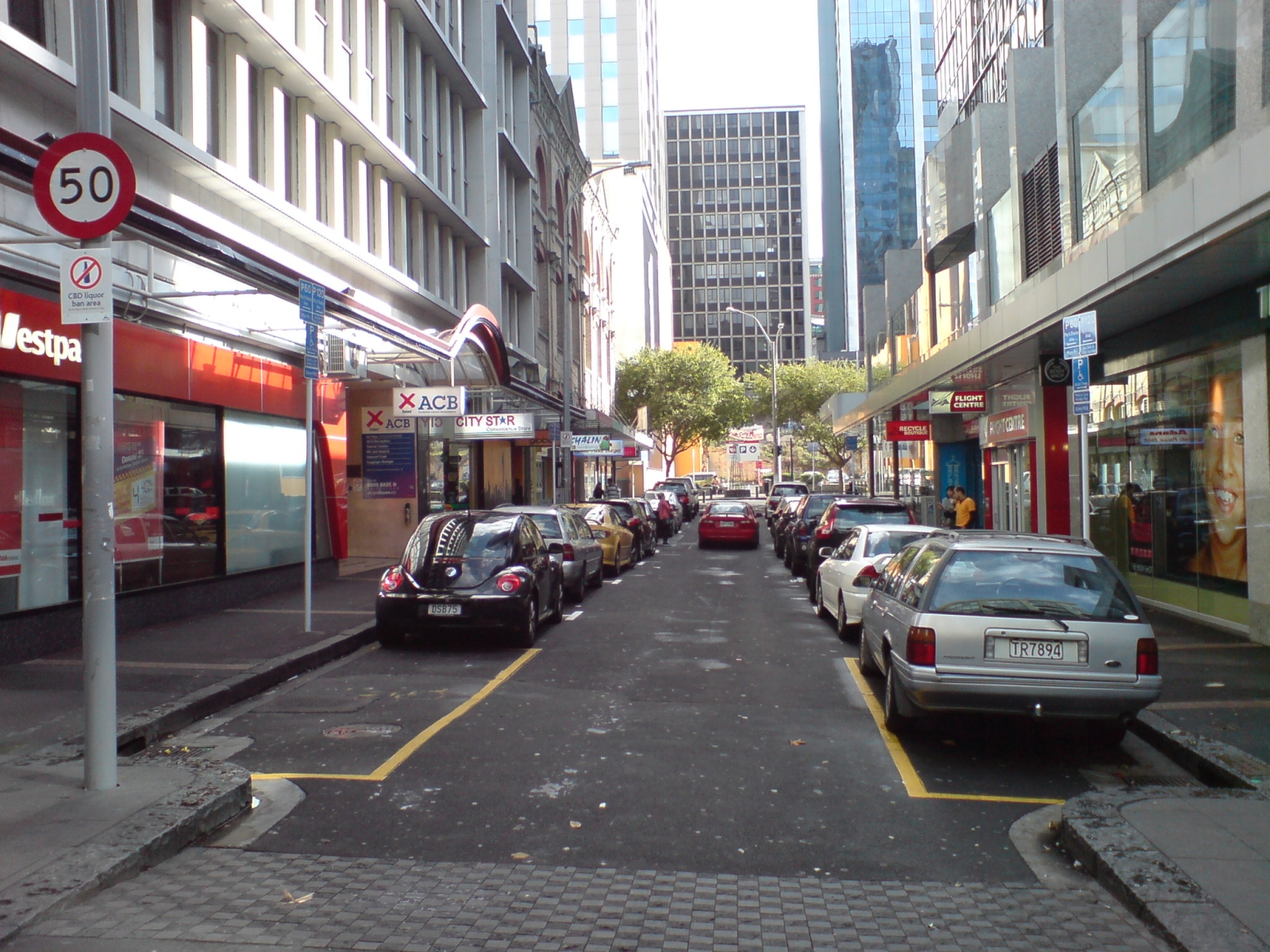
Rue avec marquage au sol pour stationnement en créneau
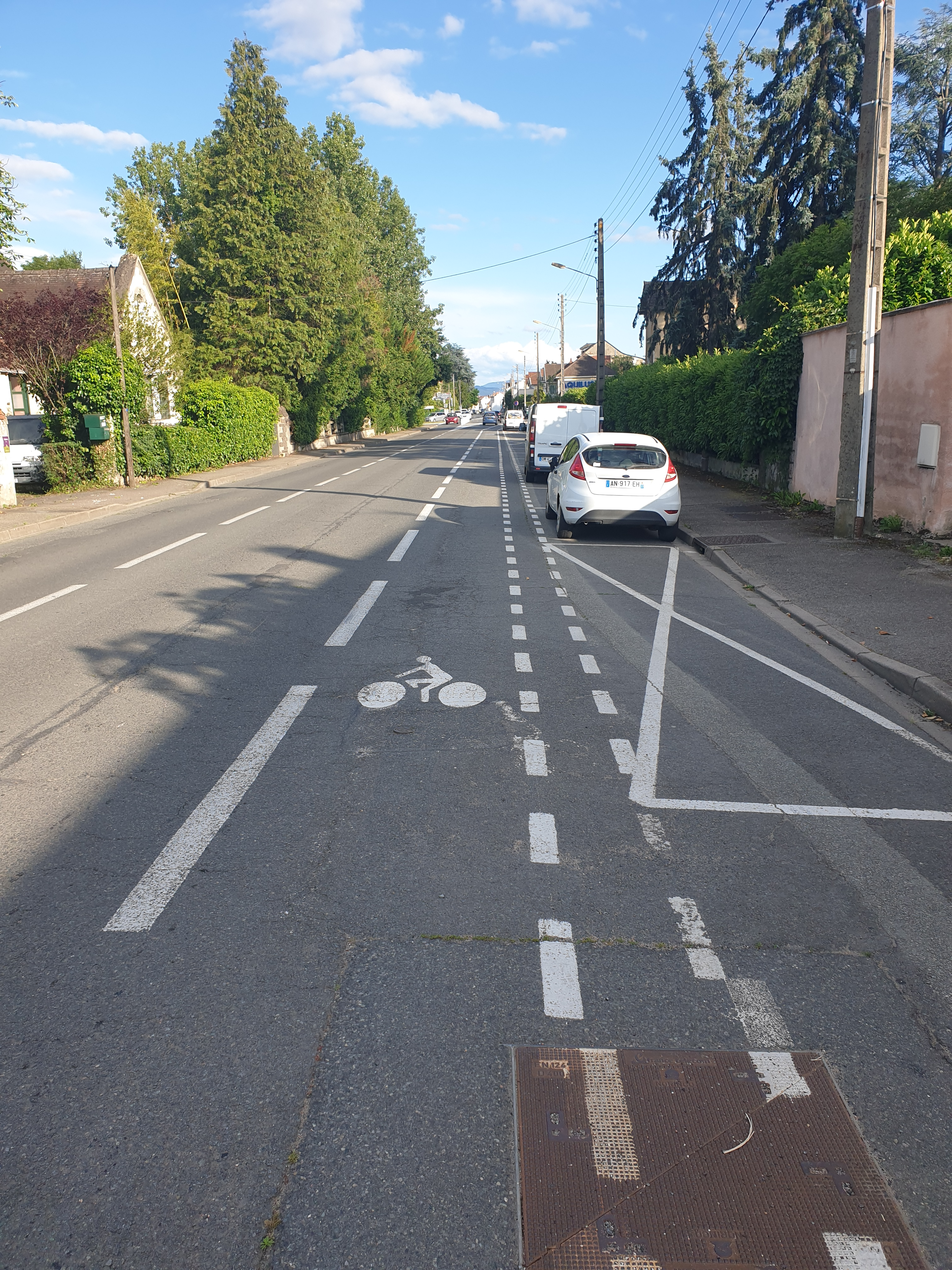
Marquage de stationnement doublé d'une bande cyclable avec zone tampon pour éviter l'emportiérage. Bellerive-sur-Allier
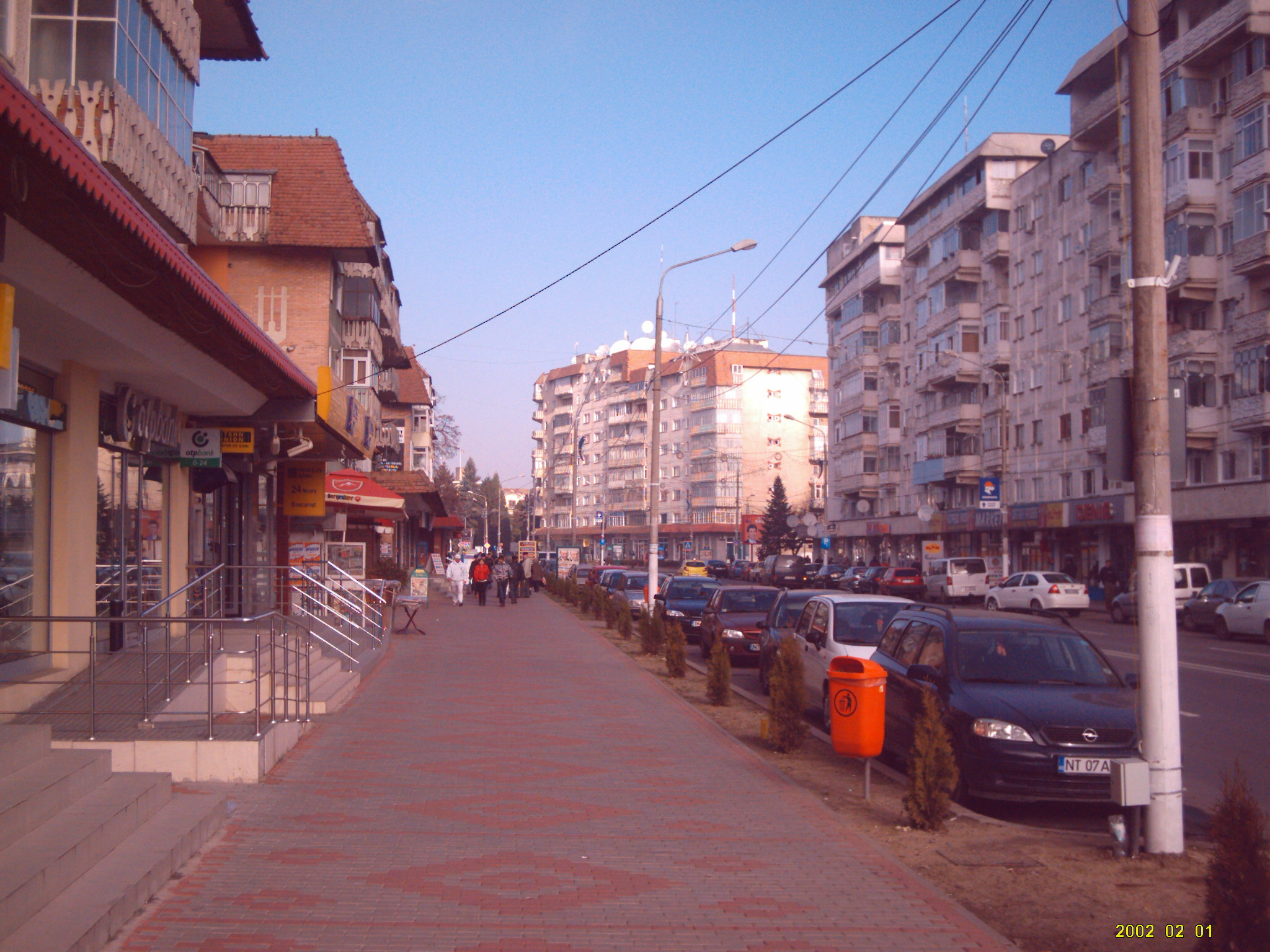
Stationnement en créneau, Roumanie